# Addy Valero
Addy Caromoto Valero Velandria (17 luglio 1969 – Mérida, 22 gennaio 2020) è stata una politica venezuelana.

## Biografia
Addy Valero divenne consigliera comunale di Tulio Febres Cordero, nel Mérida. Successivamente venne eletta deputata per l'Assemblea nazionale del Venezuela dal partito Azione Democratica per il suo Stato.
Le venne diagnosticato un cancro cervicale nel 2017 ma, non disponendo di risorse sufficienti per coprire il costo del trattamento, il 18 marzo del 2019 venne lanciata una campagna di raccolta fondi per lei. L'Assemblea nazionale intervenne, dicendo che le vennero offerti aiuti in denaro per il suo stato di salute, che però respinse.
Morì a Mérida il 22 gennaio del 2020, all'età di cinquant'anni.